# Colin Jackson (football)
Pour les articles homonymes, voir Jackson et Colin Jackson (homonymie).
Colin MacDonald Jackson, couramment appelé Colin Jackson, est un footballeur international écossais, né le 8 octobre 1946, à Londres (Angleterre), et mort le 6 juin 2015. Évoluant au poste de défenseur, il est particulièrement connu pour ses saisons aux Rangers FC. Il fait partie du Rangers FC Hall of Fame.
Il compte huit sélections pour un but inscrit en équipe d'Écosse.

## Biographie

### Carrière en club
Natif de Londres (Angleterre), il est formé d'abord au Banks O' Dee (en) et à Sunnybank Athletic avant de signer en 1963 aux Rangers FC où il restera 19 saisons, y jouant 533 matches officiels pour 40 buts (dont 341 matches et 23 buts en championnat).
Il s'y est construit un riche palmarès : trois titres de champion, trois Coupes d'Écosse et cinq Coupes de la Ligue écossaise (dont celle de 1979 où il a inscrit le but victorieux de la tête à la 90e minute). Il ne dispute cependant pas la finale gagnée 3-2 contre le Dynamo Moscou en Coupe d'Europe des vainqueurs de Coupes en 1972.
Après dix-neuf saisons, il quitte les Rangers FC pour Greenock Morton et Partick Thistle. Puis, à la fin de sa carrière, il est rentré comme associé dans une agence financière à East Kilbride.

### Carrière internationale
Colin Jackson reçoit 8 sélections en faveur de l'équipe d'Écosse. Il joue son premier match le 16 avril 1975, pour un match nul 1-1, à l'Ullevi de Göteborg, contre la Suède en match amical. Il reçoit sa dernière sélection le 15 mai 1976, pour une victoire 2-1, à l'Hampden Park de Glasgow, contre l'Angleterre en British Home Championship. Il inscrit un but lors de ses huit sélections.
Il participe avec l'Écosse aux éliminatoires de l'Euro 1976 et aux British Home Championships de 1975 et 1976.

#### Buts internationaux
| no | Date        | Lieu                 | Adversaire     | Évolution | Score final | Compétition               |
| -- | ----------- | -------------------- | -------------- | --------- | ----------- | ------------------------- |
| 1  | 17 mai 1975 | Ninian Park, Cardiff | Pays de Galles | 1-2       | 2-2         | British Home Championship |

## Palmarès
- Rangers FC :
  - Champion d'Écosse en 1974-75, 1975-76 et 1977-78
  - Vainqueur de la Coupe d'Écosse en 1976, 1978 et 1979
  - Vainqueur de la Coupe de la Ligue écossaise en 1971, 1976, 1978, 1979 et 1982
  - Vainqueur de la Glasgow Cup en 1971, 1975 et 1976
  - Vainqueur de la Drybrough Cup en 1980
  - Vainqueur de la Tennent Caledonian Cup en 1979